# ジャック・シモン
ジャック・シモン（Jacques Simon,1941年-）
フランス人ランドアーティスト、
ランドスケープアーキテクト。
写真家。
実家は圃場を経営し、ジャック本人は当初カナダで林業に従事し、その後ジャーナリズムの世界から探検家、写真家を経てベルサイユの造園学校（現在のENSP）を1959年に卒業。
その後ジャック・アレグレ率いるAUA（Atelier d'Urbanisme et d'Architecture）に所属し、一員としてシャティヨン優先市街化区域（ZUP）で残土を生かした街路景観（1967年）また、草原や農地を幾何学的に刈り込み、空撮する環境アート作品などを多数発表している。
ランドアート作品に、snow（1990年～200×）fields（1990-201x）wind（1990-202×）sky（1990-203×）rock（1990-204×）などがある。